# Jean-Baptiste Phạm Minh Mẫn
Jean-Baptiste Phạm Minh Mẫn (Cà Mau, 5 marzo 1934) è un cardinale e arcivescovo cattolico vietnamita.

## Biografia
Riceve l'ordinazione presbiterale il 25 maggio 1965.
Il 22 marzo 1993 viene nominato vescovo coadiutore di Mỹ Tho; riceve la consacrazione episcopale l'11 agosto dello stesso anno.
Il 1º marzo 1998 viene nominato arcivescovo di Hô Chí Minh.
Papa Giovanni Paolo II lo innalza alla dignità cardinalizia nel concistoro del 21 ottobre 2003, quinto vietnamita ad essere elevato al cardinalato.
Partecipa al conclave del 2005 che elegge papa Benedetto XVI e al conclave del 2013 che elegge papa Francesco.
Il 5 marzo 2014 compie 80 anni ed esce dal novero dei cardinali elettori.
Il 22 marzo successivo papa Francesco accetta la sua rinuncia al governo pastorale dell'arcidiocesi di Hô Chí Minh per raggiunti limiti d'età.

## Genealogia episcopale e successione apostolica
La genealogia episcopale è:
- Cardinale Scipione Rebiba
- Cardinale Giulio Antonio Santori
- Cardinale Girolamo Bernerio, O.P.
- Arcivescovo Galeazzo Sanvitale
- Cardinale Ludovico Ludovisi
- Cardinale Luigi Caetani
- Cardinale Ulderico Carpegna
- Cardinale Paluzzo Paluzzi Altieri degli Albertoni
- Papa Benedetto XIII
- Papa Benedetto XIV
- Papa Clemente XIII
- Cardinale Marcantonio Colonna
- Cardinale Giacinto Sigismondo Gerdil, B.
- Cardinale Giulio Maria della Somaglia
- Cardinale Carlo Odescalchi, S.I.
- Cardinale Costantino Patrizi Naro
- Cardinale Lucido Maria Parocchi
- Papa Pio X
- Papa Benedetto XV
- Papa Pio XII
- Cardinale Eugène Tisserant
- Papa Paolo VI
- Arcivescovo Angelo Palmas
- Vescovo Jacques Nguyễn Ngọc Quang
- Vescovo Emmanuel Lê Phong Thuận
- Cardinale Jean-Baptiste Phạm Minh Mẫn

La successione apostolica è:
- Arcivescovo Paul Bùi Văn Đọc (1999)
- Vescovo Joseph Vũ Duy Thống (2001)
- Vescovo Pierre Nguyễn Văn Khảm (2008)